# Leani Ratri Oktila
Leani Ratri Oktila (* 6. Mai 1991 in Bangkinang, Riau) ist eine indonesische Parabadmintonspielerin. Sie gewann drei Mal die Parabadminton-Weltmeisterschaft und zwei Goldmedaillen bei den Paralympischen Spielen.                                                                                                                    

## Karriere
Oktila begann im Alter von sieben Jahren Badminton zu spielen und nahm an Wettkämpfen auf nationaler Ebene teil. Nach einer Verletzung bei einem Motorradunfall im Jahr 2011, durch die ihr linkes Bein um elf Zentimeter verkürzt ist, trat sie ab 2014 bei internationalen Turnieren im Parabadminton in der Klasse SL4 an. Bei den Para-Asienspielen 2014 erspielte Oktila die Bronzemedaille im Einzel, wurde im Damendoppel Zweite und triumphierte an der Seite von Fredy Setiawan in der Mixed-Konkurrenz. Bei den Indonesia Para-International 2014 zog sie in allen drei Disziplinen in die Endspiele ein, von denen sie zwei gewinnen konnte. Im folgenden Jahr wurde Oktila dreifache Siegerin der südostasiatischen ASEAN Para Games 2015 und der Indonesia Para-International 2015. Auch 2016 erspielte sie zwei Titel bei den internationalen Para-Meisterschaften von Indonesien.
Bei den Parabadminton-Weltmeisterschaften 2017 war sie erstmals bei dem bedeutendsten Wettkampf der Sportart siegreich, als sie mit Hary Susanto die Goldmedaille im gemischten Doppel erspielte. Im Dameneinzel scheiterte sie im WM-Endspiel an der Chinesin Cheng Hefang, gegen die und Ma Huihui sie im Damendoppel im Halbfinale verlor. Oktila verteidigte außerdem in allen drei Disziplinen ihre Titel bei den ASEAN Para Games 2017 und wurde dreifache Titelgewinnerin bei den Thailand Para-International 2017. Im Jahr 2018 war sie bei den internationalen Meisterschaften von Irland, Thailand und Dubai dreifach erfolgreich und gewann zweimal bei den Australian Para-International 2018. Bei den in ihrem Heimatland stattfindenden Kontinentalspielen triumphierte Oktila mit Susanto und Khalimatus Sadiyah und erreichte das Finale im Dameneinzel. Für ihre Leistungen in diesem Jahr wurde sie von der Badminton World Federation als beste weibliche Parabadminton-Spielerin ausgezeichnet.
Im nächsten Jahr trat sie bei den internationalen Turnieren in Irland, Kanada, Dubai und der Türkei an, bei denen sie weitere neuen Titel gewann. In Basel wurde Oktila 2019 zweifache Weltmeisterin und Dritte im Damendoppel. Von der BWF wurde sie erneut zur besten Parabadminton-Spielerin des Jahres ernannt. 2020 trat sie aufgrund der COVID-19-Pandemie nur bei einem Wettbewerb an und erspielte bei den Brazil Para-International zwei weitere Goldmedaillen. Bei den Dubai Para-International 2021 zog die Indonesierin in alle drei Endspiele ein und siegte zwei Mal. Im gemischten Doppel verlor sie mit Susanto nach mehr als 60 ungeschlagenen Spielen in Folge gegen die Franzosen Lucas Mazur und Faustine Noël.
Bei den Sommer-Paralympics 2020 in Tokio wurde zum ersten Mal ein Wettkampf im Parabadminton ausgetragen. Im Dameneinzel erreichte Oktila das Endspiel, in dem sie in drei Sätzen gegen die Chinesin Cheng unterlag. Im Mixed und Damendoppel setzte sie sich mit Susanto und Sadiyah durch und wurde zweifache Paralympics-Siegerin, nachdem Indonesien zuvor seit 1980 keine paralympische Goldmedaille gewinnen konnte. Für diese Erfolge wurde Oktila zum Dritten Mal in Folge als beste Parabadminton-Spielerin ausgezeichnet und vom Verband Südostasiatischer Nationen zur Sportbotschafterinnen für Frauen ernannt. Im Einzel in der Klasse SL 4 und im Doppel und Mixed in der Klasse SL3-SU5 rangierte sie Ende 2021 auf dem ersten Platz der Weltrangliste.